# Денис Алексејев
Денис Алексејев (рус. Денис Сергеевич Алексеев; Лењинград СССР сада Русија 21. децембар 1987) је руски атлетичарспецијалиста за трчање на 400 метара и репрезентативној штафети Русије 4 х 400 метара. Члан је Атлетског клуба Динамо из Санкт Петербурга. Тренер му је Андреј Климов.
На Европском првенству У23 у Дебрецену 2007. освојио је златну медаљу са временом од 45,69 сек. На Светском првенству у атлетици 2007. у Осаки завршио са руском штафетом 4 х 400 метара на 5. месту. У 2008. је на Светском првенству у атлетици у дворани у Валенсији, у 400 м испао у полуфиналу.
На Олимпијским играма 2008. у Пекингу, освојио је са руском штафетом 4 к 400 m бронзану медаљу резултатом од 2:58,06 минута, и поставио нови национални рекорд. Слексејев је у Пекингу учествовао и у трци на 400 м, али је са временом од 45,52 испао још у квалификацијама.
У 2009. години био је првак Русије на 400 метара у дворани.
Алексејев је висок 1,85 метра, а тежак 76 килограма.

## Лични рекорди
На отвореном
200 метара — 20,81 сек. — Санкт Петербург — 31. мај 2008.
400 метара — 45,35 сек. — Казањ — 17. јул 2008
У дворани
400 метара — 46,21 сек. — Москва — 27. фебруар 2010.